# Forns de les Sorts
Els Forns de les Sorts és una obra d'Almatret (Segrià) inclosa a l'Inventari del Patrimoni Arquitectònic de Catalunya.

## Descripció
Conjunt de dos forns o teuleries situats a 30 metres l'un de l'altre. S'hi accedeix a través d'una pista forestal apta baixant des del pou de la vila, el qual es troba en un camí al final del carrer del Pou.
Els forns estan situats al cantó de les dues basses de recollida d'aigua de les sorts. Un d'ells encara conserva la boca.